# Lisbeth Korsmo
Lisbeth Korsmo (14 gennaio 1948 – 22 gennaio 2017) è stata una pattinatrice di velocità su ghiaccio e ciclista su strada norvegese.

## Palmarès

### Olimpiadi
- 1 medaglia:
  - 1 bronzo (Innsbruck 1976 nei 3000 metri)